# Eleocharis grossimucronata
Eleocharis grossimucronata är en halvgräsart som beskrevs av Mereles. Eleocharis grossimucronata ingår i släktet småsäv, och familjen halvgräs. Inga underarter finns listade i Catalogue of Life.